# Constitución de Venezuela de 1830
La Constitución de Venezuela de 1830 (de nombre oficial: Constitución del Estado de Venezuela) fue la cuarta Carta Magna vigente en Venezuela desde 1830 hasta 1857, siendo la segunda ley fundamental venezolana de mayor vigencia. Aprobada por el Congreso Constituyente de Valencia, el 22 de septiembre de 1830 y promulgada por el General José Antonio Páez dos días después. El Congreso Constituyente de 1830 que la sancionó había iniciado sus sesiones en la ciudad de Valencia el 6 de mayo de 1830, con la asistencia de 33 diputados de los 48 que se habían elegido en representación de las provincias de Cumaná, Barcelona, Margarita, Caracas, Carabobo, Coro, Mérida, Barinas, Apure, Barquisimeto, Guayana y Maracaibo. En marzo de 1857 este texto quedaría derogado al ser aprobado y promulgada la Constitución de 1857.
El fin de la vigencia del texto constitucional de 1830 marcó el inicio de un período a través del cual se promulgarán muchos textos constitucionales con la sola intención de perpetuar al caudillo venezolano en la presidencia de la República. La Revolución de las Reformas de 1836, las revueltas sociales promovidas por Antonio Leocadio Guzmán en 1842, el sectarismo del Partido Conservador, el asalto al Congreso Nacional en 1848, el primer gobierno de José Tadeo Monagas y la posterior elección de su hermano José Gregorio Monagas, representan el contexto político de la Venezuela post independencia. El Congreso de Valencia diseñó la organización nacional mediante los tres poderes públicos clásicos, a saber: Legislativo, Ejecutivo y Judicial.

## Composición y características
Se compone de un Preámbulo y 228 artículos distribuidos en 28 Títulos.

### Preámbulo
Formada por los diputados de las Provincias de Cumaná, Barcelona, Margarita, Caracas, Carabobo, Coro, Maracaibo, Mérida, Barinas, Apure y Guayana.

En el nombre de Dios todo poderoso, autor y supremo legislador del universo.

Nosotros los Representantes del Pueblo de Venezuela reunidos en Congreso, a fin de formar la más perfecta unión, establecer la justicia, asegurar la tranquilidad doméstica, proveer a la defensa común, promover la felicidad general, y asegurar el don precioso de la libertad, para nosotros y para nuestros descendientes, ordenamos y establecemos la presente Constitución:
Constitución del Estado de Venezuela 1830

### Título Primero: De la Nación venezolana y de su territorio
El primer título comprende los artículos primero hasta el quinto, y establecen los principios de soberanía e independencia y la comprensión geográfica bajo el principio del Uti possidetis iuris y la organización territorial de la Nación, como reza el Artículo 5:

El territorio de Venezuela comprende todo lo que antes de la transformación política de 1810 se denominaba Capitanía General de Venezuela. Para su mejor administración se dividirá en Provincias, Cantones y Parroquias, cuyos límites fijará la ley.

### Título Segundo: Del Gobierno de Venezuela
El segundo título comprende los artículos sexto hasta el octavo, y establecen la forma de gobierno que adopta la Nación, el ejercicio de la soberanía por parte del pueblo y la composición del poder nacional, denominado en la referida Constitución como Poder Supremo; como lo son Legislativo, Ejecutivo y Judicial.

### Título Tercero: De los venezolanos
El tercer título comprende los artículos noveno hasta el 11, y establecen los principios de la nacionalidad, sea por nacimiento o por naturalización. Destacando el Artículo 11 referido a la naturalización, donde cualquier hombre puede adoptar la nacionalidad si hubiere participado en la causa independentista.

### Título Cuarto. De los deberes de los venezolanos
El cuarto título solamente comprendía de un único artículo, el 12, y establecía los deberes ciudadanos. El mismo rezaba lo siguiente:

Artículo 12.- Son deberes de cada venezolano: vivir sometido a la constitución y a las leyes, respetar a las autoridades que son sus órganos: contribuir a los gastos públicos; y estar pronto en todo tiempo a servir y defender a la patria, haciéndole el sacrificio de sus bienes y de su vida si fuere necesario.

### Título Quinto. De los derechos políticos de los venezolanos
El quinto título comprende los artículos 13 hasta el 16, y establecen las garantías constitucionales para los habitantes de la Nación, el cual existía una clasificación sobre las personas que podían gozar o no las referidas garantías o en las personas a las cuales se le podían suspender el ejercicio de los derechos. El Artículo 14 reza que solamente poseen derechos:

Artículo 14.- Para gozar de los derechos de ciudadano se necesita: 
- 1. Ser venezolano;
- 2. Ser casado, o mayor de 21 años;
- 3. Saber leer y escribir; pero esta condición no será obligatoria hasta el tiempo que designe la ley;
- 4. Ser dueño de una propiedad raíz cuya renta anual sea cincuenta pesos, o tener una profesión, oficio, o industria útil que produzca cien pesos anuales, sin dependencia de otro en clase de sirviente doméstico, o gozar de un sueldo anual de ciento cincuenta pesos.

Al tiempo que el artículo siguiente enuncia a los ciudadanos que pierden dichos derechos:

Artículo 15.- Los derechos de ciudadano se pierden: 
- 1. Por naturalizarse en país extranjero;
- 2. Por admitir empleo de otro gobierno sin permiso del Congreso teniendo alguno de honor o de confianza en la República;
- 3. Por comprometerse a servir contra Venezuela;
- 4. Por condenación a pena corporal o infamatoria, mientras no se obtenga rehabilitación.

Dicha composición articular no enuncia una declaración sobre derechos fundamentales como otras disposiciones constituciones, el presente título de la referida Constitución trata únicamente los ciudadanos facultados asumir cargos públicos y/o el ejercicio del sufragio.

### Sistema electoral
Constituían los títulos sexto al noveno de la Constitución. El sistema electoral era de carácter indirecto y se procedía de la siguiente forma:

#### Título Sexto: De las elecciones en general
La disposición inicial para los comicios rezaba lo siguiente:

Artículo 17.- Los ciudadanos tendrán siempre presente que del interés que todos tomen en las elecciones, nace el espíritu nacional, que sofocando los partidos asegura la manifestación de la voluntad general; y que del acierto de las elecciones en la asambleas primarias y electorales, es que principalmente dependen la duración, la conservación y el bien de la República.

El título sexto comprende de los artículos 17 hasta el 19, y establecen el marco jurídico por el cual se constituyen las instancias colegiadas con fines electorales, denominadas como Asambleas Parroquiales cuyas competencias eran la de elegir un Elector o Electores de acuerdo a la demografía de la parroquia (de acuerdo con lo enunciado en el Artículo 23 constitucional), dichas Asambleas eran organizadas previamente por la autoridad civil de cada parroquia y dos vecinos nobles designados por el Consejo Municipal del Cantón, quienes debían formar una lista de individuos que poseyeran el derecho de sufragio parroquial (tal cual como aparece enunciado en el título quinto constitucional), dicha lista que era el registro de la masa electoral habida por parroquia, debían exhibirse al público.
Al tiempo que se organizaba otra lista que consistía en los candidatos que reunían las cualidades (enunciadas en el Artículo 27 constitucional) para ser Elector o Electores, y se remitían a la primera autoridad civil del Cantón y al Consejo Municipal quien verificaba su contenido para así habilitar a los candidatos evaluados.

#### Título Séptimo: De las Asambleas Parroquiales
Comprende de los artículos 20 hasta el 31, y establecen la estructura de las Asambleas Parroquiales. Acorde con los procedimientos antes señalados, solo podían ser Electores aquellos Ciudadanos que:

Artículo 27.- Para ser elector se requiere: 
- 1. Ser sufragante parroquial no suspenso;
- 2. Haber cumplido veintiún años, y saber leer y escribir;
- 3. Ser vecino residente en cualquiera de las Parroquias del Cantón.
- 4. Ser propietario de una propiedad raíz, cuya renta anual sea doscientos pesos; o tener una profesión, oficio, o industria útil que produzca trescientos pesos anuales; o gozar de un sueldo anual cuatrocientos pesos.

De acuerdo con lo establecido en el Título constitucional anterior se procedía a la organización de las referidas Asambleas Parroquiales mediante lo estipulado en el siguiente artículo:

Artículo 21.- La Asamblea Parroquial se compondrá de los sufragantes parroquiales en ejercicio de los derechos ciudadanos, vecinos de cada parroquia; y será presidida por el primer juez de ella con asistencia de cuatro conjueces, en quienes concurran las cualidades de sufragantes parroquiales nombrado conforme a la ley.

Una vez que cada miembro de la Asamblea hubiere sufragado se consideraba concluidas las elecciones parroquiales, el Juez que haya presidido la Asamblea; procedía a enviar a la autoridad civil del Cantón (designado con arreglo de las Leyes), el registro de sesiones en su Parroquia un pliego cerrado y sellado, para luego en conjunto con las autoridades del consejo Municipal aperturar el citado sobre e iniciar el proceso de escrutinio, los resultados finalmente se hacían públicos. Se consideraba electo el candidato a Elector que tuviere mayoría de votos afirmativos, si hubiere igualdad de votos, el Artículo 30 enunciaba que la suerte decidía.

#### Título Octavo: De las Asambleas, o Colegios Electorales
Comprende de los artículos 32 hasta el 43, y establecen las funciones y estructuras de este tipo de instancias.
De acuerdo a los procedimientos antes referidos, las Asambleas o Colegios Electorales eran integradas por:

Artículo 32.- Las Asambleas o Colegios Electorales se componen de los electores nombrados por los Cantones.

Dichas Asambleas una vez que sus integrantes se reunían tenían por objeto lo siguiente:

Artículo 36.- Reunidos los Colegios Electorales con los requisitos que prescribe esta Constitución, procederán en sus respectivos periodos a las elecciones correspondientes, a saber: 
- 1. De Presidente del Estado;
- 2. De Vicepresidente;
- 3. De Senadores de la Provincia y suplentes;
- 4. De Representante o Representantes de la misma y de otros tantos para suplir sus faltas;
- 5. De miembros para las Diputaciones Provinciales, y de igual número de individuos en clase de suplentes.

#### Título Noveno: Disposiciones comunes a las Asambleas Parroquiales y Colegios Electorales
Comprende de los artículos 44 hasta el 47, y establecen los principios rectores sobre la funcionalidad de las referidas Asambleas en las sesiones que celebren.

La bandera provisional del Estado de Venezuela decretada por José Antonio Páez. Vigente desde 1830 hasta 1836.

### Del Cuerpo Legislativo

#### Título Décimo: Del Poder Legislativo
Comprende los artículos 48 y 49, y establecen la instancia que asume las funciones legislativas; como lo es el Congreso, compuesto por la Cámara de Representantes y la Cámara del Senado. Debían reunirse cada año, a partir del 20 de enero, en la capital de la República, por 30 días más, cuando fuera necesario.

#### Título Décimo primero: De la Cámara de Representantes
Comprende los artículos 50 hasta el 59, y establecen la composición de la Cámara de Representantes o cámara baja del Congreso, y los recaudos exigidos para a los Ciudadanos que deseasen formar parte de la misma bajo el título de Diputado, los cuales permanecían en sus funciones por un período de cuatro años. Al tiempo que, se esgrimía el procedimiento para la destitución de la directiva de la Cámara en caso de ser objeto de acusaciones por algunos miembros de la misma.
Podían ser miembros de ésta Cámara según el Artículo 52: 

Artículo 52.- Para ser miembro de la Cámara de Representantes requiere:
- 1. Poseer las cualidades de elector;
- 2. Ser natural o vecino de la Provincia que hace la elección;
- 3. Tener una residencia en el territorio de Venezuela de dos años por lo menos inmediatamente antes de la elección. No se excluyen por falta de este requisito los ausentes en servicio o por causa de la República, y ser dueño de una propiedad raíz, cuya renta anual sea de cuatrocientos pesos o tener una profesión, oficio o industria útil que produzca quinientos pesos anuales; o gozar de un sueldo anual de seiscientos pesos.

Según con lo enunciado en el Artículo 57 constitucional, eran competencias de la Cámara de Representantes:

Artículo 57.- Son atribuciones de la Cámara de Representantes: 
- 1. Concurrir con la del Senado a la formación de las leyes y decretos, y a los demás actos que designa esta Constitución;
- 2. Velar sobre la inversión de las rentas nacionales, y examinar la cuenta anual que debe presentar el Poder Ejecutivo;
- 3. Oír las acusaciones contra el Presidente, el Vicepresidente, Ministros de la Corte Suprema de Justicia, Consejeros y Secretarios del despacho en los casos designados por esta Constitución;
- 4. Oír también las acusaciones contra los demás empleados públicos por mal desempeño de sus funciones. Esta facultad no deroga ni disminuye la de otros jefes y tribunales para velar sobre la observancia de las leyes, juzgar y deponer y castigar según ellas a sus respectivos subalternos.

#### Título Décimo segundo: De la Cámara de Senadores
Comprende los artículos 60 hasta el 71. De similar estructuración que el título referente a la Cámara de Representantes, estableciendo la composición de la Cámara de Senadores o cámara alta del Congreso, y los recaudos exigidos para a los Ciudadanos que deseasen formar parte de la misma bajo el título de Senador, los cuales permanecían en sus funciones por un período de cuatro años. Al tiempo que y de forma similar a la cámara baja, se esgrimía el procedimiento para la destitución de la directiva de la Cámara en caso de ser objeto de acusaciones por algunos miembros de la misma.
Podían ser miembros de ésta Cámara según el Artículo 62: 

Artículo 62.- Para ser miembro de la Cámara de Senadores requiere:
- 1. Poseer las cualidades de elector;
- 2. Tener treinta años de edad cumplidos;
- 3. Ser natural o vecino de la Provincia que hace la elección;
- 4. Tener tres años de residencia en el territorio de Venezuela inmediatamente antes de la elección, con las excepciones del Artículo 52, y ser dueño de una propiedad raíz, cuya renta anual sea de ochocientos pesos; o tener una profesión, oficio, o industria útil que produzca mil pesos anuales; o gozar de un sueldo de mil doscientos pesos anuales.

Según con lo enunciado en el Artículo 65 constitucional, eran competencias de la Cámara de Senadores:

Artículo 65.- Son atribuciones del Senado: 
- 1. Concurrir a la formación de las leyes y decretos con la Cámara de Representantes;
- 2. Prestar o no su consentimiento para el ascenso de los oficiales militares desde Coronel y Capitán de navío inclusive arriba, y para cualquiera otro acto que prescriba esta Constitución;
- 3. Sustanciar y resolver los juicios iniciados en la Cámara de Representantes.

#### Título Décimo tercero: De las funciones económicas y disposiciones comunes a ambas Cámaras
Comprende los artículos 72 hasta el 86, y establecen determinadas normas constitucionales sobre:
- La apertura de las sesiones y lugar de residencia.
- La elaboración de sus propios reglamentos.
- Los demás magistrados constitucionales que no podrán ser Diputados o Senadores.
- La inmunidad y la indemnización que los integrantes del Congreso gozan en el ejercicio de sus funciones.

#### Título Décimo cuarto: De las atribuciones del Congreso
Comprende únicamente el artículo 87. Establece las facultades operativas del Congreso como cuerpo legislativo.

#### Título Décimo quinto: De la formación de las leyes y de su promulgación
Comprende los artículos 88 hasta el 102, y establecen el procedimiento administrativo para la redacción, sanción y promulgación de las Leyes. La iniciativa de Ley podían tener su origen en cualquiera de las Cámaras, una vez redactada y sancionada el proyecto de Ley ésta pasaba al Ejecutivo para su promulgación.

### Del Cuerpo Ejecutivo

José Antonio Páez presidente de Venezuela (1829-1835)

#### Título Décimo sexto: Del Poder Ejecutivo
Comprende los artículos 103 hasta el 122, y establecen la estructura y facultades de éste poder público. Según el artículo 103 constitucional establecía que el Poder Ejecutivo residía en un magistrado con el título de Presidente de la República. Sólo podían ser Presidente los venezolanos por nacimiento, y tener todas las otras cualidades que se exigen para Senador, electo por las dos terceras partes del Colegio Electoral para un período de cuatro años sin poder optar a la reelección inmediata sino después de un periodo constitucional por lo menos.
Según el artículo 109 constitucional establece la figura del Vicepresidente de Estado, el cual era electo bajo los mismos recaudos y procedimientos exigidos para Presidente. El Vicepresidente era electo dos años después de la elección del Presidente de la República.
En caso de falta del Presidente y Vicepresidente el artículo 114 enunciaba que la falta de ambos eran suplidas por el vicepresidente del Consejo de Gobierno.
Según el Artículo 117 se esgrimía las facultadas constitucionales del Presidente de la República:

Artículo 117.- El Presidente es el Jefe de la Administración General de la República, y como tal tiene las atribuciones siguientes: 
- 1. Conservar el orden y tranquilidad interior y asegurar el Estado contra todo ataque exterior;
- 2. Mandar ejecutar, y cuidar de que se promulguen y ejecuten las leyes, decretos y actos del Congreso;
- 3. Convocar el Congreso en periodos ordinarios; y también extraordinariamente con preconsentimiento, o a petición del Consejo de Gobierno, cuando lo exija la gravedad de alguna urgencia;
- 4. Tiene el mando supremo de las fuerzas de mar y tierra para la defensa de la República;
- 5. Llamar las Milicias al servicio, cuando lo haya decretado el Congreso;
- 6. Declarar la guerra a nombre de la República, previo el decreto del Congreso;
- 7. Dirigir las negociaciones diplomáticas, celebrar tratados de tregua, paz, amistad, alianza ofensiva y defensiva, neutralidad, y comercio, debiendo preceder la aprobación del Congreso para prestar o negar su ratificación a ellos;
- 8. Nombrar y remover los Secretarios del Despacho;
- 9. Nombrar de acuerdo al Consejo de Gobierno los Ministros Plenipotenciarios, enviados y cualesquiera otros agentes diplomáticos, Cónsules, Vicecónsules y agentes comerciales;
- 10. Nombrar, con previo acuerdo y consentimiento del Senado para todos los empleos militares desde Coronel y Capitán de navío inclusive arriba y a propuesta de los jefes respectivos para todos los inferiores, con calidad de que estos últimos nombramientos tengan siempre anexo el mando efectivo; pues quedan abolidos de ahora en adelante todos los grados militares sin mando;
- 11. Conceder retiros y licencias a los militares, y otros empleados según lo determine la ley;
- 12. Expedir patentes de navegación, y también de corso y represalias cuando el Congreso lo determine; o en su receso, con el consentimiento del Consejo de Gobierno;
- 13. Conceder cartas de naturaleza conforme a la ley;
- 14. Nombrar a propuesta en terna de la Corte Suprema de Justicia los Ministros de las Cortes Superiores;
- 15. Nombrar los Gobernadores de las Provincias a propuesta en terna de la respectiva Diputación Provincial;
- 16. Nombrar para todos los empleos civiles, militares y de hacienda, cuyo nombramiento no se reserve a alguna otra autoridad en los términos que prescriba la ley;
- 17. Suspender de sus destinos a los empleados en los ramos dependientes del Poder Ejecutivo, cuando infrinjan las leyes, o sus decretos, u órdenes, con calidad de ponerlos a la disposición de la autoridad competente, dentro de tres días, con el sumario o documentos que hayan dado lugar a la suspensión, para que los juzgue;
- 18. Separar a los mismos empleados cuando por incapacidad o negligencia desempeñan mal sus funciones, precediendo para ello el acuerdo del Consejo de Gobierno;
- 19. Cuidar de la recaudación e inversión de las contribuciones y rentas públicas con arreglo a las leyes;
- 20. Cuidar que la justicia se administre pronta y cumplidamente por los tribunales y juzgados, y que sus sentencias se cumplan y ejecuten;
- 21. En favor de la humanidad puede conmutar las penas capitales con previo acuerdo y consentimiento del Consejo de Gobierno, a propuesta del tribunal que conozca de la causa en última instancia o a excitación del mismo Ejecutivo, siempre que ocurran graves y poderosos motivos, excluyéndose de esta atribución las que hayan sido sentenciados por el Senado.

También se sumaban a las facultades presidenciales poderes especiales autorizados por el Congreso o el Consejo de Gobierno ante situaciones de conmoción interior a mano armada que amenace la seguridad interior o de invasión exterior repentina.
Al tiempo que el Artículo 121 establecía determinadas limitaciones a la autoridad del Presidente de la República, tales como:

Artículo 121.- No puede el Presidente de la República: 
- 1. Salir de su territorio mientras ejerza el Poder Ejecutivo, y un año después;
- 2. Mandar en persona la fuerza de mar y tierra, sin previo acuerdo y consentimiento del Congreso;
- 3. Emplear la fuerza armada permanente en caso de conmoción interior, sin previo acuerdo y consentimiento del consejo de Gobierno;
- 4. Admitir extranjeros al servicio de las armas en clase de oficiales y jefes, sin previo consentimiento del Congreso;
- 5. Expulsar fuera del territorio, ni privar de su libertad a ningún venezolano, excepto en el caso del Artículo 118, ni imponer pena alguna;
- 6. Detener el curso de los procedimientos judiciales, ni impedir que las causas se sigan por trámites establecidos en las leyes;
- 7. Impedir que se hagan las elecciones prevenidas en la Constitución, ni que los elegidos desempeñen sus cargos;
- 8. Disolver las Cámaras, ni suspender sus sesiones.

### Del Poder Judicial
La primera magistratura judicial reside en la Corte Suprema de Justicia, en las Cortes Superiores de justicia que se instalan en 3 distritos judiciales; y en los tribunales y juzgados de lugares importantes de la República.